# Sacramento Kings 1989-1990
La stagione 1989-90 dei Sacramento Kings fu la 41ª nella NBA per la franchigia.
I Sacramento Kings arrivarono settimi nella Pacific Division della Western Conference con un record di 23-59, non qualificandosi per i play-off.

## Roster
| N° | Naz.                   | Ruolo | Sportivo        | Anno | Alt. | Peso |
| -- | ---------------------- | ----- | --------------- | ---- | ---- | ---- |
| 2  | Stati Uniti (bandiera) | G     | Michael Jackson | 1964 | 188  | 83   |
| 4  | Stati Uniti (bandiera) | GA    | Henry Turner    | 1966 | 201  | 91   |
| 7  | Stati Uniti (bandiera) | G     | Danny Ainge     | 1959 | 193  | 79   |
| 11 | Stati Uniti (bandiera) | G     | Sedric Toney    | 1962 | 188  | 81   |
| 15 | Stati Uniti (bandiera) | G     | Vinny Del Negro | 1966 | 193  | 84   |
| 21 | Stati Uniti (bandiera) | GA    | Harold Pressley | 1963 | 201  | 95   |
| 22 | Stati Uniti (bandiera) | GA    | Rodney McCray   | 1961 | 201  | 100  |
| 23 | Stati Uniti (bandiera) | AC    | Wayman Tisdale  | 1964 | 206  | 109  |
| 30 | Stati Uniti (bandiera) | G     | Kenny Smith     | 1965 | 191  | 77   |
| 32 | Stati Uniti (bandiera) | C     | Greg Kite       | 1961 | 211  | 113  |
| 33 | Stati Uniti (bandiera) | A     | Randy Allen     | 1965 | 203  | 100  |
| 35 | Stati Uniti (bandiera) | AC    | Antoine Carr    | 1961 | 206  | 102  |
| 35 | Stati Uniti (bandiera) | A     | Mike Williams   | 1963 | 203  | 116  |
| 41 | Stati Uniti (bandiera) | AC    | Greg Stokes     | 1963 | 208  | 100  |
| 42 | Stati Uniti (bandiera) | AC    | Pervis Ellison  | 1967 | 206  | 95   |
| 50 | Stati Uniti (bandiera) | AC    | Ralph Sampson   | 1964 | 224  | 103  |

## Staff tecnico
- Allenatori: Jerry Reynolds (7-21) (fino al 4 gennaio)[1], Dick Motta (16-38)
- Vice-allenatori: Bill Berry, Herman Kull
- Preparatore atletico: Bill Jones